# Azerbajdžanska kultura čaja
Čaj v Azerbajdžanu postrežejo sveže pripravljen, vroč in močan. Običajno je svetle barve in se postreže v kristalnih ali drugih kozarcih ali skodelicah. Azerbajdžanci pogosto uporabljajo tradicionalno steklo armudu (hruškaste oblike). Čaj se streže neprekinjeno, ko so gostje ali ko poteka zanimiv pogovor. Za Azerbajdžance je čaj z mlekom neobičajen. Po splošnem prepričanju pitje čaja s sladkorjem v kockah namesto z zrnastim izhaja iz srednjega veka, ko so vladarji, ki so se bali zastrupitve, preverjali svoj čaj tako, da so v pijačo potopili košček sladkorja (verjeli so, da strup reagira na sladkor). Tradicionalni čaj postrežejo z limono, kocko sladkorja, sladkarijami in sadnimi sladicami (ne marmelado). Včasih dodajo timijan, meto ali rožno vodo, ki naj bi bila dobra za želodec in srce.
Za Azerbajdžance je čaj povezan s toplino in gostoljubnostjo; tradicija pravi, da gost ne sme zapustiti hiše brez vsaj ene skodelice čaja.
Čaj v Azerbajdžanu postrežejo tudi med povezovanjem. Po končanih pogajanjih ženitovalcev bo služkinja prinesla čaj. Če je čaj postrežen brez sladkorja, je to znak, da so možnosti za dogovor o zakonu zelo majhne; nasprotno, če je čaj postrežen s sladkorjem, to pomeni, da bo poroka.

## Čajkana
Azerbajdžanci lahko pijejo čaj v tradicionalnih čajnicah, imenovanih čajkana. Moški sedijo v čajkani, igrajo backgammon (nard), berejo časopise in pijejo čaj. Zgodovinsko gledano Azerbajdžanke niso hodile na javna mesta, zato je bila čajkana včasih prostor za moške.

## Moderna zgodovina
Zgodovinsko gledano je bila proizvodnja čaja ena glavnih industrij v Azerbajdžanu. Čeprav so prve čajne grme komercialno gojili v Azerbajdžanu že leta 1912, je gojenje čaja pridobilo komercialno vrednost v 1930-ih pod sovjetsko oblastjo. Leta 1934 so strokovnjaki iz Moskve obiskali Lankaran in vzeli vzorce tal. Analizirali so vzorce in ugotovili, da je Lankaran eno najbolj plodnih območij za pridelavo čaja. Od takrat v Lankaranu in sosednjih regijah delujejo tovarne čaja. Od takrat naprej je Lankaran postal glavno območje v Azerbajdžanu za pridelavo riža, čaja, citrusov in zelenjave.
V 1980-ih je proizvodnja čaja v Azerbajdžanski Sovjetski socialistični republiki dosegla vrhunec. Tedaj so letno pobrali približno 34–38.000 ton čajnih listov. Vendar se je proizvodnja čaja zmanjšala zaradi razpada nekdanje Sovjetske zveze. V letih 2007–2008 je bilo pridelanih manj kot 500 ton in to je bilo najmanj v zgodovini.

## Tradicije pitja čaja
V Azerbajdžanu ljudje pijejo čaj iz posebnega kozarca, imenovanega armudu (dobesedno hruškasti kozarec) in je v azerbajdžanski kulturi povezan z likom hostese. Čaj postrežejo z različnimi okusnimi sladkarijami, sadno marmelado in narezano limono.

## Čajni samovar
V Azerbajdžanu ljudje kuhajo vodo v ogrevanih kovinskih posodah, znanih kot samovarji. Arheolog Tufan Akhundov je v Šekiju, mestu ob vznožju Kavkaza, našel lončeni samovar, verjetno star do 3600 let.